# Серра-д’Аелло
Серра-д’Аелло (итал. Serra d’Aiello) — коммуна в Италии, располагается в регионе Калабрия, подчиняется административному центру Козенца.
Население составляет 878 человек, плотность населения составляет 293 чел./км². Занимает площадь 3 км². Почтовый индекс — 87030. Телефонный код — 0982.
Покровителем коммуны почитается святитель Мартин Турский, празднование 11 ноября.